# Зиновьев, Николай Васильевич
Николай Васильевич Зиновьев (8 [20] сентября 1801, Санкт-Петербург — 16 [28] января 1882) — генерал-адъютант, член Александровского комитета о раненых, почётный опекун учреждений Императрицы Марии, генерал от инфантерии.

## Биография
Из рода Зиновьевых, старший сын сенатора В. Н. Зиновьева, брат генерала В. В. Зиновьева. Родился в Петербурге, крещен 22 сентября в Симеоновской церкви. Обладатель значительного состояния, унаследованного от матери, умершей в 1803 году, внучки Фёдора Дубянского. Кроме прочего, получил в наследство Богословскую мызу прадеда, которой дал новое имя — Зиновьевка (ныне на территории Невского Парклесхоза).
Образование получил в частном учебном заведении, после чего в 1818 поступил на службу прапорщиком в лейб-гвардии Измайловский полк. В 1828 участвовал в осаде крепости Варны, за мужество и распорядительность, выказанные во время этой осады, был награждён орденом Св. Владимира 4-й ст. с бантом. По окончании войны ещё 10 лет служил в полку. В 1833 произведен в полковники и назначен командовать батальоном.

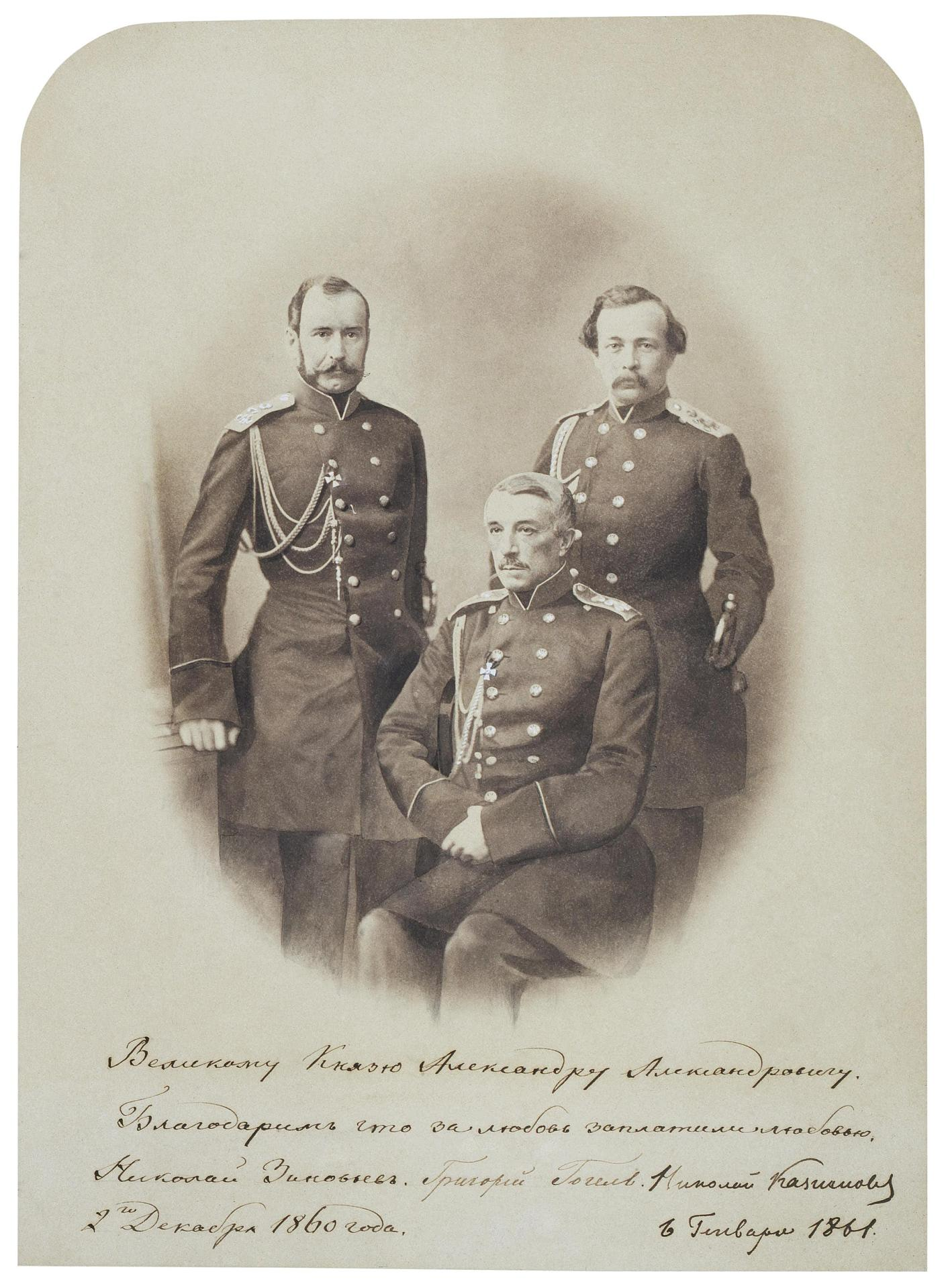
Фотография Н. В. Зиновьева (сидит), Г. Ф. Гогеля и Н. Г. Казнакова, Эрмитаж (1860)

Пользуясь с ранних лет милостью императора Николая I, Зиновьев при бракосочетании великой княжны Марии Николаевны в 1839 был назначен адъютантом к герцогу Максимилиану Лейхтенбергскому. 8 августа 1843 произведен в генерал-майоры и в том же году назначен временно исправляющим должность директора Пажеского корпуса, в следующем году стал его директором. 17 декабря 1844 был награждён орденом Св. Георгия 4-й степени (за выслугу 25 лет в офицерских чинах, № 7145 по списку Григоровича — Степанова), а в 1849 император Николай I повелел Зиновьеву состоять при великих князьях Николае, Александре и Владимире Александровичах. В 1850 назначен в свиту Его Величества, 26 ноября 1852 произведен в генерал-лейтенанты и 19 февраля 1855 назначен генерал-адъютантом.
Отчислен в 1860 от состояния при великих князьях и назначен членом комитета о раненых, 6 декабря 1860 произведен в генералы от инфантерии, в 1868 председательствовал в комиссии, учрежденной под покровительством наследника цесаревича для доставления пособий жителям России, пострадавшим от неурожая 1867. В то же время был председателем временного комитета для обсуждения вопроса о соединении железнодорожными путями Волги и Северной Двины с Невою, с целью устранения на будущее время недостатка хлеба в северной части России.
В 1868 был вновь назначен состоять при особе наследника цесаревича, с возложением на него временного заведования и управления всеми частями двора Его Высочества, а в 1874 назначен почётным опекуном, присутствующим в опекунском совете учреждений Императрицы Марии, с оставлением членом комитета о раненых и в звании генерал-адъютанта. Был первым председателем учрежденного в Санкт-Петербурге в 1870 Общества земледелия колоний и исправительных приютов для малолетних преступников. Пребывая придворной службе, был награждён всеми высшими орденами Российской империи и ценными подарками.

## Награды
- орден Святого Владимира 4-й ст. с бантом (1828)
- орден Святого Георгия 4-й ст. (1844)
- орден Святого Станислава 1-й ст. (1847)
- табакерка с портретом Государя Наследника Цесаревича (1850 и 1853)
- орден Святой Анны 1-й ст. (1852)
- орден Белого Орла (1856)
- табакерка с портретом Её Величества (1857)
- орден Святого Александра Невского (1858)
- табакерка с бриллиантами, украшенная портретами Их Величеств и Наследника Цесаревича (1859)
- алмазные знаки к ордену Святого Александра Невского (1863)
- табакерка с портретом Е. И. В. Государя Наследника Цесаревича (1865)
- знак отличия за 40-летнюю службу (1866)
- орден Святого Владимира 1-й ст. с мечами (1868)
- орден Святого Андрея Первозванного (1876)

## Жена

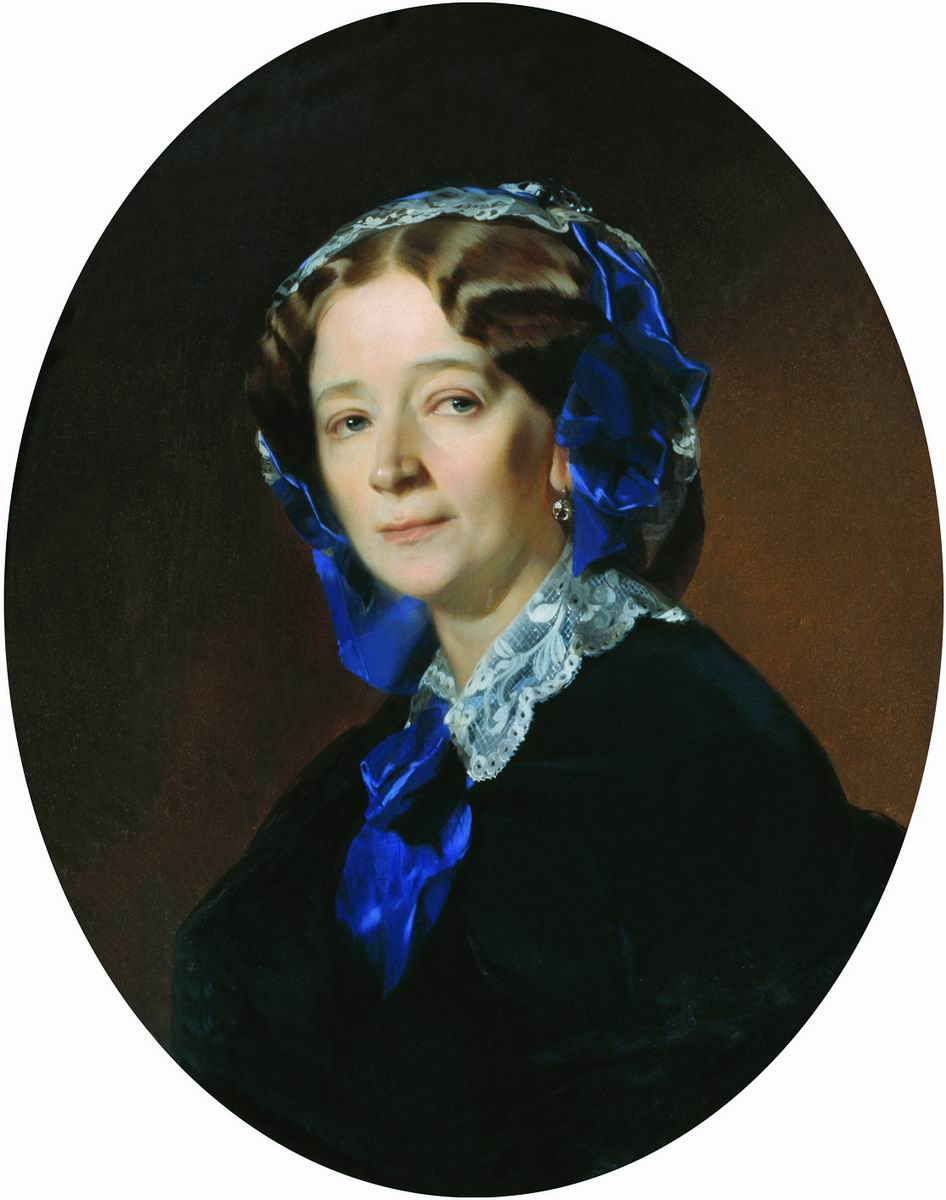
Юлия Николаевна Зиновьева на портрете И. К. Макарова (1869)

Жена (с 1829 года) — Юлия Николаевна Батюшкова (1808—06.11.1869), дочь коллежского советника Н. Л. Батюшкова и младшая сестра поэта К. Н. Батюшкова. В 1827 году она окончила Смольный институт с шифром, в 1828 году благодаря хлопотам В. А. Жуковского была пожалована во фрейлины императрицы Александры Феодоровны. 30 августа 1857 года была пожалована в кавалерственные дамы Ордена Св. Екатерины (малого креста). По словам современника, Николай Зиновьев, «человек религиозный и строгих правил, почти всегда действовал под влиянием своей умной жены», которая, по мнению фрейлины А. Ф. Тютчевой, при наружной светской холодности имела:
душу страстную, пылающую любовью к России, ум чрезвычайно развитой и интересующийся всеми вопросами общего характера. Сухость и прямота её характера помешали ей создать себе место при дворе, хотя по положению своего мужа она была близка к царской семье. Она держалась совершенно в стороне, и в этом она была не права, так как другие могли бы очень выиграть от её общества.
 Умерла в Петербурге от паралича. Похоронена рядом с мужем на Новодевичьем кладбище.
Н. В. Зиновьев обратил село Кёрстово с деревнями Килли, Фёдоровская и Кикерицы в майорат, и поскольку детей у него не было, после его смерти оно перешло к его племяннику статскому советнику Министерства иностранных дел Степану Степановичу Зиновьеву. По инициативе Зиновьева в Кёрстово была построена каменная церковь Николая Чудотворца.

## Память
- Именем Зиновьева ранее называлась Беломорская улица в Санкт-Петербурге.
- В 1911 году, к 50-летию отмены крепостного права, Зиновьеву был установлен памятник в селе Брейтово Ярославской области за то, что одним из первых, ещё до реформы (в 1857 или 1858 году) освободил своих крестьян от крепостной зависимости. В советское время памятник был снесён, восстановлен в 1999 году.